# 沙里院市

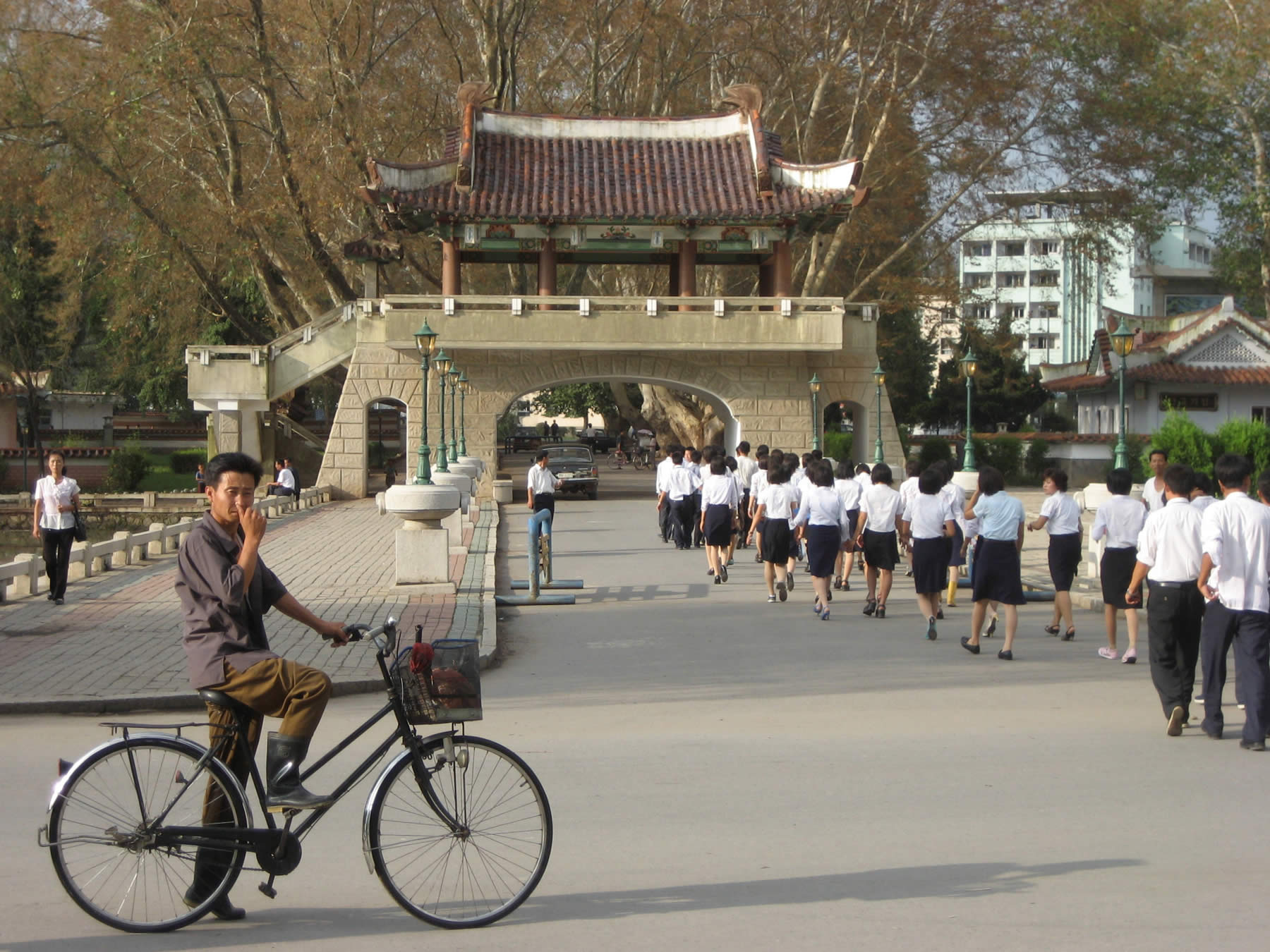
沙里院市

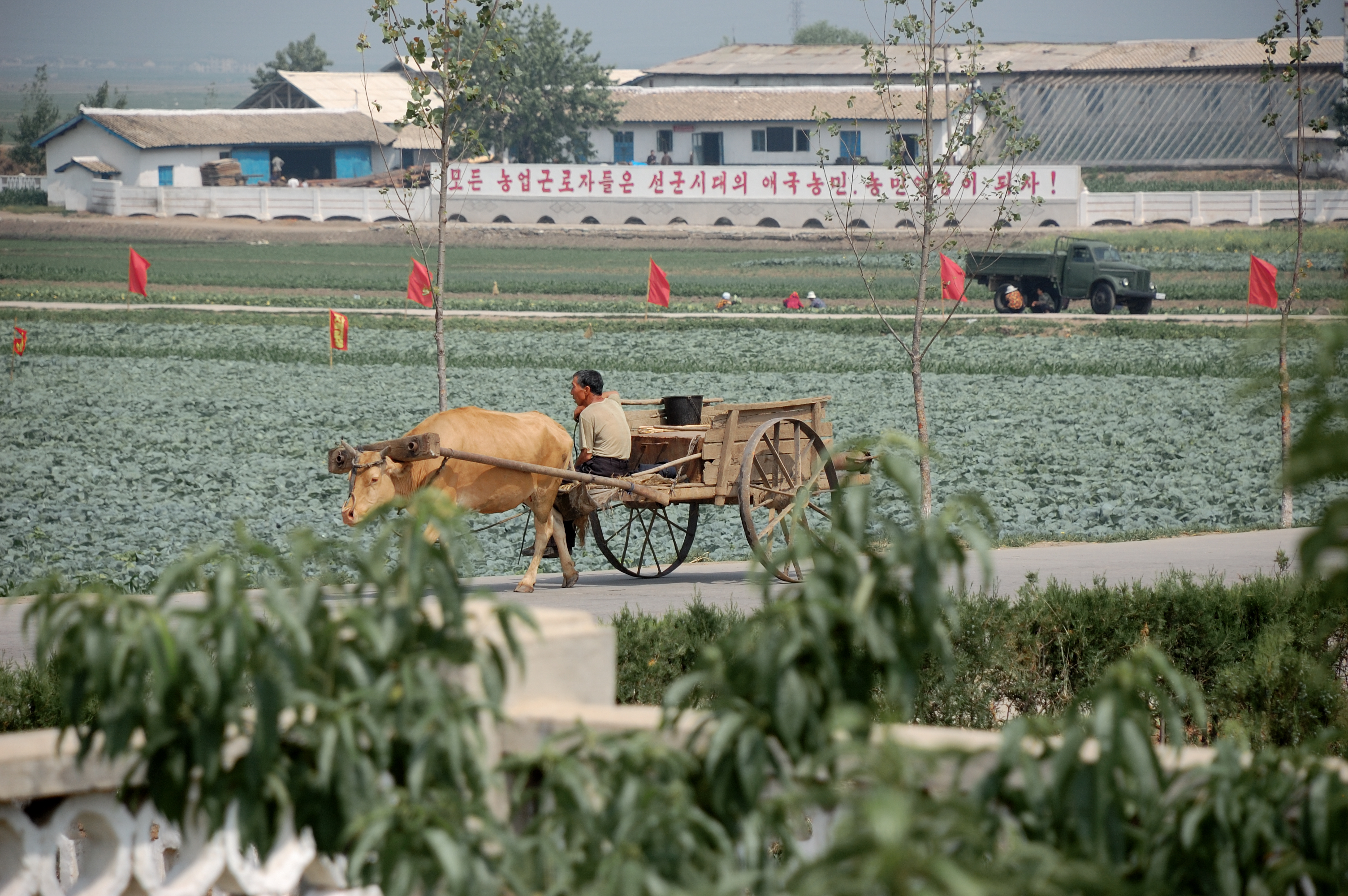
沙里院農村

沙里院市（：／ Sariwŏn si */?）是朝鮮民主主義人民共和國黃海北道的道府所在地。位於平壤與開城中央，是觀光客往返開城時，下榻休息的理想選擇地區。處於載寧平原的西部，鐵路京義線上的交通要衝。

## 歷史
朝鮮王朝时，沙里院曾歸黄海道鳳山郡，自公元1910年成為鳳山郡的郡會，在公元1947年6月升格為市。

## 天氣情況
- 全年平均氣温：攝氏10.1度；冬季1月份平均氣温：攝氏-6℃度；夏季8月份平均氣温：攝氏24.4度。
- 全年平均降雨量：1006毫米。

## 工業
沙里院的出口服裝廠(主要生產針織品T恤衫和運動服)。

## 觀光熱點
- 正方山遊覽地：位於沙里院以北約8公里，最高峰處是481公呎，是韓國國花無窮花的原產地、正方山瀑布、懸崖峭壁、櫸樹叢林繁茂。近期修建了「政治思想教育區」、「文化休息區」和「體育娛樂區」等服務設施。
  - 正方山城：位於正方山的中部。約在公元1632年-1635年修築的城堡，其中城南門是四道城門中最高及瑰麗。
  - 成佛寺：公元898年建成的宏偉佛堂。以五層石塔為中心，「極樂殿」、「雄津殿」、「冥府殿」、「清風樓」、「雲霞堂」及「山神閣」等6座建築物组成。
  - 城長金成業碑：位于山城南門内路口左方。金成業是曾任「正方山城」城長的民族英雄。該石碑是公元1879年為讚揚他而建造。

- 景岩山：沙里院市中心區的唯一山崗，最高峰是140公呎，風光怡人。公元1966年3月，由金日成決定在「景岩山」建成休假公園。
  - 景岩楼：公元1436年建造的亭臺。在公元1817年在「鳳山郡」遷移到此，周邊還立有描繪古人生活情景的圖畫。樓前辟有廣場、「露天舞台」、遊戲場、操場、休息場等。處處立有朝鮮民族歷史名人塑像和動物塑像。
  - 沙里院民俗街以「景岩湖」為中心，在其兩旁延伸1,000多米，模擬了古代朝鮮民族的風俗、飲食習慣和社會。鄰近有「景岩飯店」、「歷史博物館」等大型建築以及民俗小吃店等建築群。入口處的東面和南面建有「門樓」。

- 沙里院革命史跡地營舍：位於「道林洞」，佔地2,660平方公呎的營地，設有兩層面積920平方公呎宿舍，讓觀光客實地考察朝鮮的革命史跡。 備有課室、衛生間、電視放映室等施設。參觀金日成主席銅像、黄海北道金日成革命史跡館、沙里院紡織廠、沙里院市米穀合作農場及「正方山」和「瑞興湖」遊覽。

- 觀光飯店：
  - 3月8日飯店：位於景岩山麓的三等飯店，設有29幢客房。

## 對外交通
- 公路
  - 沙里院-平壤：65公里

## 高等院校
- 桂應祥沙里院農業大學
- 沙里院地質大學
- 沙里院教員大學
- 沙里院藝術學院